# Filip Stillfried
Filip František svobodný pán Stillfried z Ratenic (též německy jako Philipp Franz Freiherr von Stillfried und Ratenitz, 20. března 1808 Praha – 18. prosince 1887 Vizovice) byl česko-rakouský šlechtic a politik z Moravy; poslanec Moravského zemského sněmu.

## Biografie
Pocházel ze staré šlechtické rodiny Stillfriedů z Ratenic a užíval titul svobodného pána, respektiva barona. Jeho otcem byl Rutger Stillfried z Ratenic (1764–1833), matkou francouzská šlechtična Karolína de Mahy de Favras (1787–1865). 
Filip původně sloužil v armádě, vyššího společenského postavení dosáhl v roce 1838, kdy po tetě Marii Františce hraběnce z Blümegenu, rozené Stillfriedové (1755–1838), zdědil na Moravě panství Vizovice se zámkem. K velkostatku patřily dva hospodářské dvory, palírna a pivovar. Měl hodnost c. k. komořího a hejtmana na penzi. Byl mu udělen Císařský rakouský řád Leopoldův a Řád Pia IX.
Zapojil se i do vysoké politiky. Už během revolučního roku 1848 byl v zemských volbách 1848 zvolen na Moravský zemský sněm, kde zastupoval kurii virilistů a velkostatků. 7. června 1848 se stal členem sněmovní komise pro zrušení roboty.
Do politiky se vrátil po obnovení ústavního systému vlády. V zemských volbách 1861 se opět stal poslancem Moravského zemského sněmu, za kurii velkostatkářskou, I. sbor. Mandát obhájil v zemských volbách v lednu 1867. Na sněm se ještě vrátil krátce v zemských volbách v září 1871. V roce 1863 byl na sněmu členem vyvazovacího odboru. Podal tehdy návrh na osvobození techniků z vojenské služby. Kandidoval za Stranu konzervativního velkostatku. Je popisován jako pravý katolík a zastánce Svatého stolce.
Zemřel v prosinci 1887 po několikaměsíční těžké nemoci. Pohřben měl být na hřbitově ve Vizovicích.

### Rodina

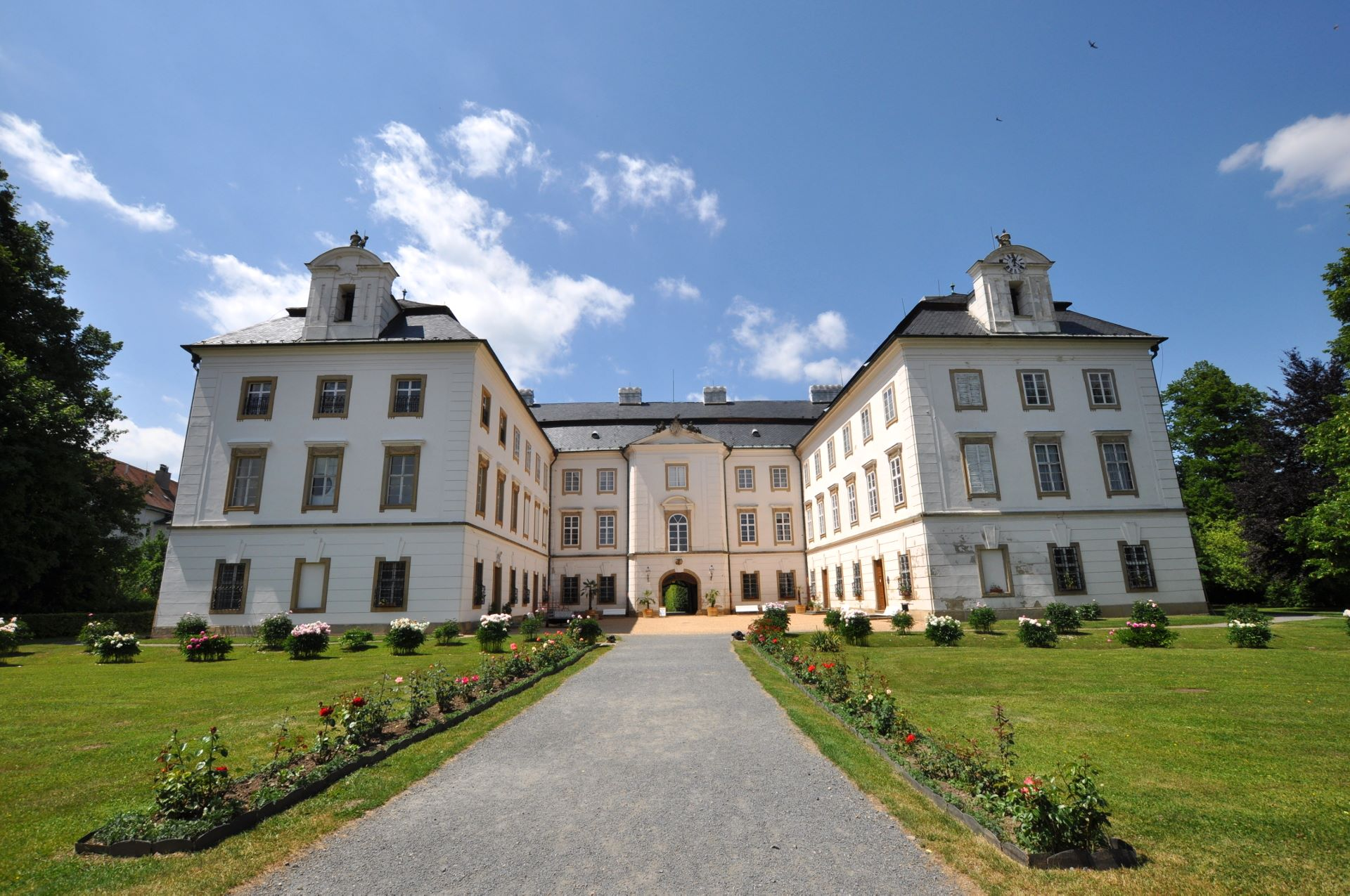
Zámek Vizovice

Když Filip Stillfried zdědil v roce 1838 majetek na Moravě, projevilo se to i v jeho možnostech vybrat si nevěstu ve vyšších společenských kruzích. V roce 1840 se jeho manželkou stala hraběnka Hermína Batthyányová (1815–1883) z významné uherské šlechty. Hermína jako věno obdržela podíly na dvou panstvích v Uhrách a ve Slovinsku a později se stala dámou Řádu hvězdového kříže. Z manželství se narodilo pět dětí, čtyři dcery a jediný syn:
- 1. Marie Agáta (15. 1. 1845 Vizovice – 24. 11. 1929 Valašské Meziříčí), dáma Řádu hvězdového kříže, manž. 1887 hrabě Jaromír Zikmund Bukůvka z Bukůvky (15. 5. 1845 Brno – 3. 6. 1936 Kroměříž), c. k. major a rytíř Maltézského řádu.[10]

- 2. Karolína Františka (22. 5. 1847 Vizovice – 7. 9. 1925 Salcburk), manž. 1879 hrabě Egmont z Lippe-Weissenfeldu (10. 5. 1841 Ratibořice – 22. 7. 1896 Pfaffstätt, Horní Rakousy)

- 3. Rudolf (15. 6. 1849 Vizovice – 9. 4. 1921 Brno), poslanec moravského zemského sněmu, manž. 1887 hraběnka Aloisie Luisa Pálffyová z Erdődu (7. 4. 1857 Bratislava – 14. 2. 1909 tamtéž)
- 4. Helena (2. 3. 1851 Vizovice – 24. 2. 1913 Mnichov), manž. 1883 baron Filip Karel von Redwitz (14. 9. 1845 Mnichov – 14. 4. 1913 tamtéž)
- 5. Františka (23. 7. 1854 Vizovice – 3. 4. 1937 Piešťany)

Díky své manželce byl Filip Stillfried mimo jiné švagrem prince Bedřicha Hannibala Thurn-Taxise (1799–1857), c. k. generálmajora a nejvyššího hofmistra císařovny Alžběty.
Filipův starší bratr August Vilém (1806–1897) sloužil v rakouské armádě a dosáhl hodnosti c. k. polního podmaršála.